# Marek Hlinka
Marek Hlinka (* 4. října 1990 Banská Bystrica) je slovenský fotbalový záložník, od února 2019 hráč FC FASTAV Zlín.

## Fotbalová kariéra
Svoji fotbalovou kariéru začal v FK Dukla Banská Bystrica, kde s výjimkou hostování v FK ŽP ŠPORT Podbrezová v roce 2009, působil do konce sezony 2012/13. Poté přestoupil do FK Dukla Praha.
V únoru 2015 odešel na hostování do Spartaku Trnava. V srpnu 2015 odešel na další hostování v rámci slovenské nejvyšší ligy, tentokrát do týmu nováčka – MFK Skalica.
V červnu 2016 přestoupil z Dukly Praha do druholigového FC Baník Ostrava, kde podepsal roční kontrakt s opcí na prodloužení. 18.6.2018 skončila smlouva a přestupu je do zahraničního klubu.

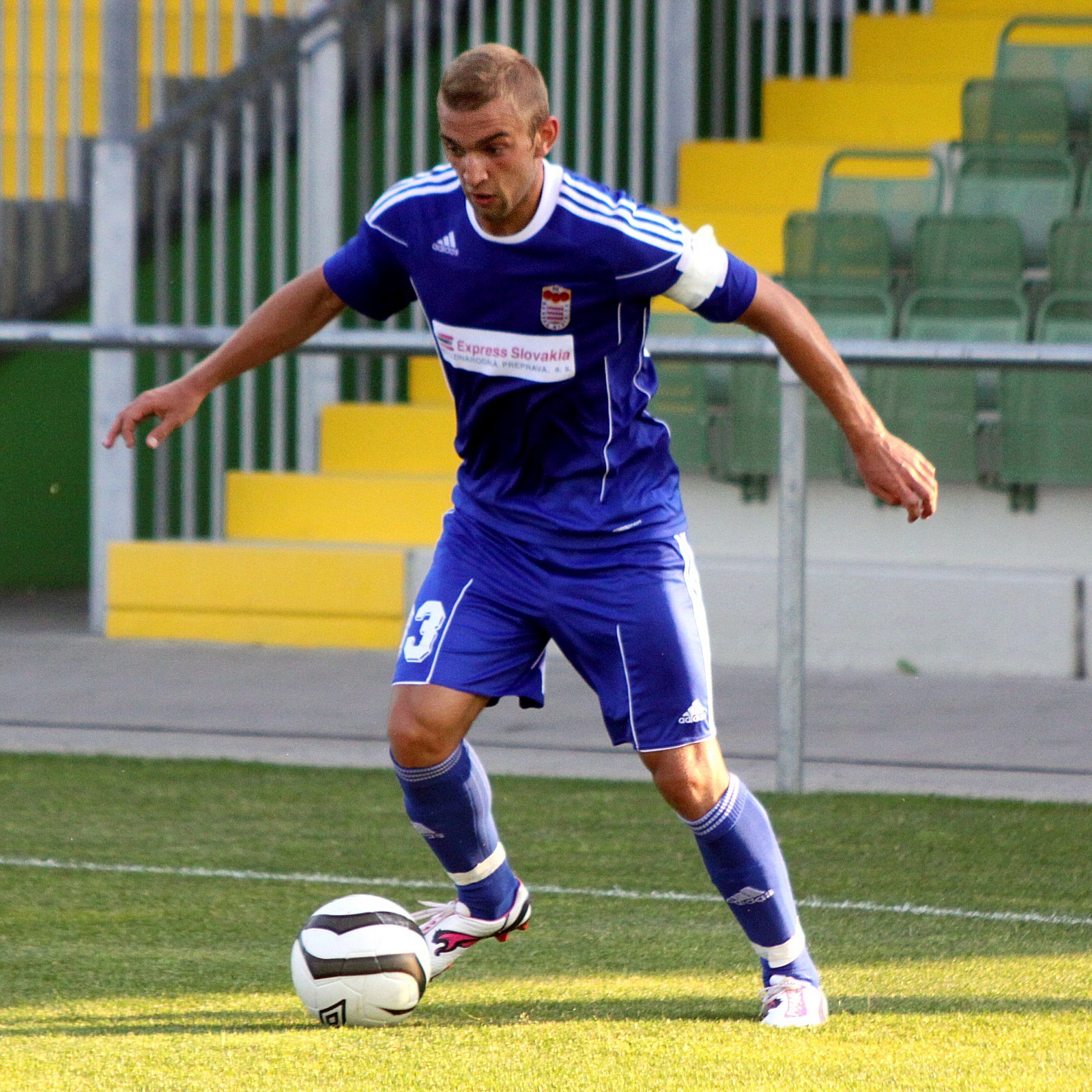
Marek Hlinka